# 雪毡雾水葛
雪毡雾水葛（学名：Pouzolzia niveotomentosa）为荨麻科雾水葛属下的一个种。

## 扩展阅读
- 維基物種上的相關：雪毡雾水葛